# Miriam Cahn

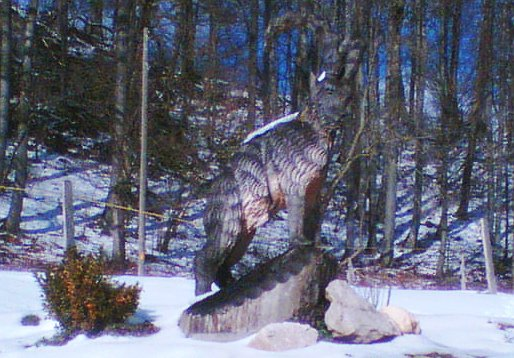
Brutalitätenskultur von Miriam Cahn (2007/2008) im Skulpturenpark Kloster Schönthal

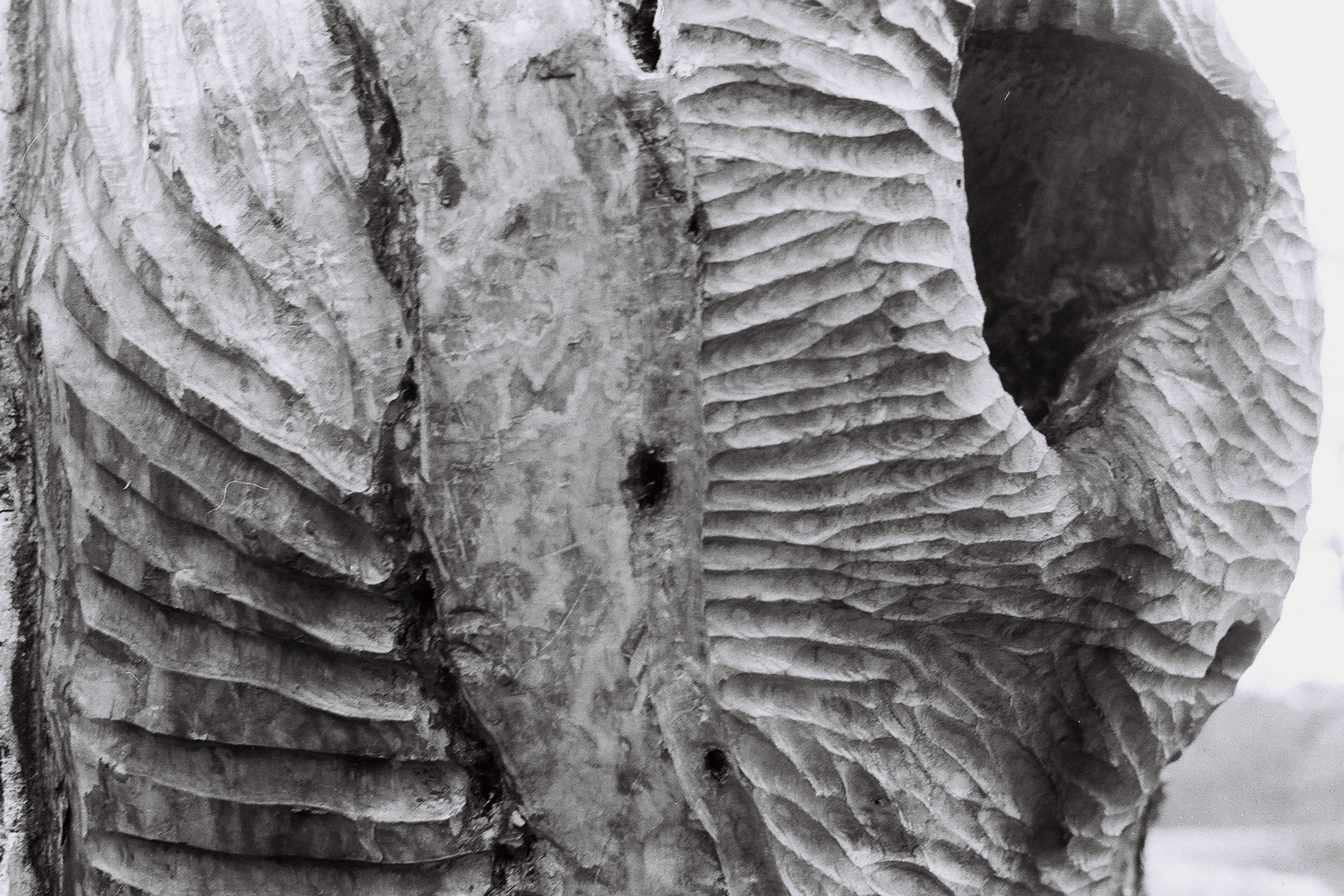
Brutalitätenskulptur (Detailansicht)

Miriam Cahn (* 21. Juli 1949 in Basel) ist eine international renommierte und ausgezeichnete Schweizer Künstlerin. Ihre Arbeit wird dem Feminismus und dem Humanismus zugerechnet.

## Leben
Miriam Cahn ist die Tochter des Numismatikers und Kunsthändlers Herbert A. Cahn. Dieser war – jüdischer Abstammung – 1933 aufgrund der politischen Situation in Deutschland zusammen mit seinem zwei Jahre jüngeren Bruder nach Basel emigriert, wo er auch seine spätere Frau kennenlernte. Miriam Cahn besuchte von 1968 bis 1973 die Grafikfachklasse der Kunstgewerbeschule in Basel. 1978/1979 wurde ihr von der Stadt Basel ein Atelierstipendium in Paris verliehen.
1982 wurde Cahn zur documenta 7 eingeladen. Sie brach ihre Teilnahme jedoch ab, weil der Kurator Rudi Fuchs zu ihren Bildern entgegen der Absprache noch Werke eines anderen Künstlers hängen wollte. Eine Einladung zur Biennale Venedig erhielt sie 1984. Es folgte 1985 ein DAAD-Stipendium für einen einjährigen Arbeitsaufenthalt in Berlin, wo sie bis 1989 blieb. Im Jahr 2017 wurde ihr Werk auf der documenta 14 gezeigt. Seit dem Jahr 2019 gibt es vermehrt internationale Großausstellungen zu ihrem Werk, so beispielsweise im Haus der Kunst München, dem Palais de Tokyo in Paris oder dem Stedelijk Museum in Amsterdam.
Sie lebt und arbeitet in Basel und in Stampa in einem vom Schweizer Architekten Armando Ruinelli gebauten Atelier.

## Werk
Miriam Cahn ist eine figurative Malerin, deren Werk vor allem mit Kohle- und Bleistiftzeichnungen, Pastellzeichnungen, Rauminstallationen und Performances hervortrat. Mediale Beachtung erhielt sie im Winter 1979/1980 durch eine illegale nächtliche Kunstaktion, bei der sie an die Betonpfeiler der Basler Nordtangente mit Kohle Wandzeichnungen anbrachte. Dies führte zu einem Gerichtsprozess. Viele Jahre später versuchte die Stadt die Verurteilung wieder auszugleichen, indem sie ihr anbot, die Wände nach ihrer Vorstellung zu gestalten.
In frühen Perioden ihres Schaffens zog sie es vor, ihre grossformatigen Arbeiten am Boden auszuführen, um mit Einsatz ihres ganzen Körpers den räumlichen Abstand und die damit verbundene mentale Distanz aufzugeben. In dieser Phase entstanden monumentale Kreide- und Kohlezeichnungen mit symbolhaften Darstellungen von Menschen, Tieren und Pflanzen. In einem weiteren Schritt ging sie dazu über, Serien von Zeichnungen mit geschlossenen Augen auszuführen.
Geprägt wurde Miriam Cahn von der Friedens- und Frauenbewegung, in der sie auch aktiv beteiligt war. Ihre Themen bewegen sich oftmals um die Rolle der Frau oder auch um Krieg und dessen Darstellung in den Massenmedien. In den 1990er Jahren beschäftigte sie sich in zwei Zyklen mit dem Golfkrieg und dem Krieg auf dem Balkan.

## Rezeption
Miriam Cahns Werk pendelt zwischen extremen Polen menschlicher Emotionen. Ihre inhaltlichen und stilistischen Hauptthemen sind „die Verletzlichkeit des Körpers und die Anziehungskraft von Lust und Gewalt“. In ihren Bildern ist das Thema „Flucht“ – womöglich auch aufgrund der eigenen Familiengeschichte – seit den Jugoslawienkriegen präsent, in ihren neuesten Serien spiegelt sich die aktuelle Flüchtlingskrise. Till Briegleb sieht Cahns Werk „im Rang von Kolleginnen wie Maria Lassnig oder Marlene Dumas“.
Im Frühjahr 2023 zeigte das Palais de Tokyo in Paris unter dem Titel Ma pensée sérielle (Mein serieller Gedanke) eine Retrospektive der Künstlerin. Gegen das gezeigte Bild Fuck abstraction! klagten nach dem Aufruf eines französischen Kritikers sechs Vereinigungen wegen angeblicher „Verherrlichung von Kinderpornografie“. Miriam Cahn selbst bezeichnet die klagenden Personen als «Post-Faschisten» und vermutet eher zensorisch-politische Hintergründe von rechts-außen gegenüber ihrem Werk generell, als ein wirkliches Interesse an Kinder- und Jugendschutz, zumal es sich bei der Darstellung weder um eine sexuelle Handlungen an Minderjährigen, noch um eine «Verherrlichung» handelt.
Das Bild zeigt laut einer Stellungnahme des Palais de Tokyo die Silhouette eines Mannes mit einem sehr mächtigen, gesichtslosen Körper und den zerbrechlichen Körper einer vor ihm knienden Figur mit auf den Rücken gefesselten Händen, die an dem Körper des Mannes eine Fellatio durchführt. Die Künstlerin erklärte, dass sich das Bild „auf die Ereignisse rund um die ukrainische Stadt Butscha während der russischen Invasion“ beziehe: „Hier geht es um eine Person mit gefesselten Händen, die vergewaltigt wurde, bevor sie getötet und auf die Strasse geworfen wurde. Die Wiederholung von Bildern der Gewalt in Kriegen soll nicht schockieren, sondern anprangern.“ Am 29. März 2023 wies das Pariser Verwaltungsgericht die Klage gegen das Bild ab, das Urteil wurde am 14. April 2023 von der höchsten verwaltungsgerichtlichen Instanz, dem Conseil d’État bestätigt. Am 7. Mai 2023 wurde das Bild in der Ausstellung von einem 81-jährigen Mann mit violetter Farbe überschüttet und beschädigt. Am Folgetag äusserte sich der französische Staatspräsident Emmanuel Macron zu der Tat. Er verurteilte den Akt von Vandalismus als Angriff auf die Werte Frankreichs und betonte die Freiheit der Kunst sowie den Respekt vor kulturellem Schaffen. Das Bild verblieb in beschädigtem Zustand in der Ausstellung bis zu deren Beendigung.

## Sammlungen
Cahns Arbeiten sind in zahlreichen öffentlichen Kunstsammlungen beheimatet, unter anderem im Museum of Modern Art in New York, in der Tate Modern in London, im Museo Reina Sofía in Madrid, im Kunstmuseum Basel, im Kunsthaus Zürich, in der Städtischen Galerie im Lenbachhaus in München und im Museum für Moderne Kunst in Warschau.

## Einzelausstellungen
- 1982 documenta 7, Kassel
- 1983 Das Klassische Lieben – die all egoistische frau, Kunsthalle Basel
- 1984 Frauen, Frauenräume, État de Guerre, Das Wilde Lieben, Biennale di Venezia, Venedig
- 1985–1986 Strategische Orte, Kunstmuseum Bonn, Staatliche Kunsthalle Baden-Baden, DAAD-Galerie, Berlin
- 1987 Centre Culturel Suisse, Paris (FR)
- 1988 Lesen in Staub, weibliche Monate, Kunstverein Hannover, Haus am Waldsee, Berlin, Gemeente Museum, Arnheim (NL)
- 1990 Verwandtschaften, Cornerhouse, Manchester (UK)
- 1995 Körperlich, Obala Art Center, Sarajevo (YU)
- 1996 Umgebung – Was Mich Anschaut, Bonner Kunstverein
- 1998 Käthe-Kollwitz-Preis, Akademie der bildenden Künste Berlin
- 1999 Miriam Cahn, Castello di Rivara (IT)
- 2002 Architekturtraum, Centre Pasqu’Art, Biel
- 2003 Miriam Cahn, Foundation «la Caixa», Madrid
- 2004 Krieg, Neues Museum Nürnberg
- 2006 Überdachte Fluchtwege, Kirchner Museum Davos
- 2006 Standpunkt 3; Miriam Cahn – überdachte fluchtwege, Museum für Gegenwartskunst, Basel
- 2015 körperlich – corporel, Aargauer Kunsthaus, Aarau
- 2016 Miriam Cahn – Auf Augenhöhe, Kunsthalle zu Kiel[18]
- 2017 documenta 14, Athen/Kassel
- 2019 Das genaue Hinschauen, Kunsthaus Bregenz
- 2019 Ich als Mensch. Kunstmuseum Bern, Haus der Kunst München und Muzeum Warschau
- 2020 ME AS HAPPENING, The Power Plant Contemporary Art Gallery Toronto and Kunsthal Charlottenborg, Kopenhagen
- 2022 MEINEJUDEN, Museum für Gegenwartskunst, Siegen
- 2023 Ma pensée sérielle, Palais de Tokyo, Paris
- 2024 READING DUST, Stedelijk Museum, Amsterdam

## Gruppenausstellungen (Auswahl)
- 2011: 6 Künstler aus Basel x 2, Kunsthalle Basel
- 2018: I’m a Believer. Pop Art und Gegenwartskunst aus dem Lenbachhaus und der KiCo Stiftung, Städtische Galerie im Lenbachhaus und Kunstbau München

## Auszeichnungen
- 1998 Käthe-Kollwitz-Preis
- 2005 Prix Meret Oppenheim
- 2013 Basler Kunstpreis des Kunstkredits Basel-Stadt (erstmals vergeben, dotiert mit 25'000 Franken)[19]
- 2022 Rubenspreis[20]
- 2024 Goslarer Kaiserring[21]
- 2024 Oskar-Kokoschka-Preis[22][23]

## Veröffentlichungen
- Was mich anschaut. Umgebung. Häusser, Darmstadt 1996, ISBN 978-3-89552-027-3.
- Architekturtraum. Hatje Cantz, Ostfildern 2002, ISBN 978-3-7757-1127-2.
- Mare Nostrum. Beitrag zur Documenta 14, Kassel 2015.[24]
- Das zornige Schreiben. Hatje Cantz, Ostfildern 2019, ISBN 978-3-7757-4491-1.

## Filmografie
- Miriam Cahn – ohne Umwege. Regie Edith Jud, CH 2005

## Hörspiel
- Das zornige Schreiben, Oliver Augst/Miriam Cahn, DLF Kultur 2023[26]